# Dominik Köpfer
Dominik Köpfer (Furtwangen, 29 d'abril de 1994) és un tennista professional alemany. Va aconseguir el seu lloc més alt del rànquing de l'ATP com a número 83 al novembre de 2019.
Va jugar tennis a nivell universitari a Universitat Tulane.

## Palmarès

### Dobles masculins: 1 (0−1)
| Llegenda                          |
| --------------------------------- |
| Grand Slams (0−0)                 |
| ATP Finals (0−0)                  |
| ATP World Tour Masters 1000 (0−0) |
| ATP World Tour 500 (0−0)          |
| ATP World Tour 250 (0−1)          |

| Títols per superfície |
| --------------------- |
| Dura (0−1)            |
| Gespa (0−0)           |
| Terra batuda (0−0)    |

| Resultat  | Núm. | Data              | Torneig          | Superfície | Parella       | Oponents                            | Marcador |
| --------- | ---- | ----------------- | ---------------- | ---------- | ------------- | ----------------------------------- | -------- |
| Finalista | 1.   | 5 d'agost de 2023 | Los Cabos, Mèxic | Dura       | Andrew Harris | Santiago González É. Roger-Vasselin | 4−6, 5−7 |

## Trajectòria

### Individual
| Open d'Austràlia | A           | A           | Q1          | 1R          | 2R    | 2R  | A  | 1R | 0 / 4   | 2 – 4   |
| Roland Garros | A           | A           | Q2          | 2R          | 3R    | A   | Q3 |    | 0 / 2   | 3 – 2   |
| Wimbledon | A           | Q3          | 2R          | NC          | 3R    | 1R  | 1R |    | 0 / 4   | 3 – 4   |
| US Open | A           | A           | 4R          | 1R          | 2R    | Q1  | 1R |    | 0 / 4   | 4 – 4   |
| Jocs Olímpics | No celebrat | No celebrat | No celebrat | No celebrat | 3R    | NC  | NC |    | 0 / 1   | 2 – 1   |
| Total Victòries−Derrotes                                                                                                   | 0−1         | 1−2         | 4−4         | 7−6         | 22−26 | 3−9 |    |    | 44 – 53 | 44 – 53 |
| Rànquing a final d'any | 305         | 161         | 94          | 66          | 54    | 201 |    |    |         |         |
| Llegenda: G: Guanyador; F: Finalista; SF: Semifinalista; QF: Quarts de final; Q: Qualificació; A: Absent; RR: Round Robin; |             |             |             |             |       |     |    |    |         |         |

### Dobles masculins
| Open d'Austràlia | A   | A   | 2R    | 2R  | A   | SF | 0 / 3   | 6 – 3   |
| Roland Garros | A   | A   | 2R    | A   | A   |    | 0 / 1   | 1 – 1   |
| Wimbledon | A   | NC  | 2R    | A   | A   |    | 0 / 1   | 1 – 1   |
| US Open | A   | A   | 3R    | A   | A   |    | 0 / 1   | 2 – 1   |
| Total Victòries−Derrotes                                                                                                   | 2−1 | 0−0 | 14−11 | 2−3 | 3−1 |    | 26 – 20 | 26 – 20 |
| Rànquing a final d'any | 314 | 412 | 104   | 475 | 387 |    |         |         |
| Llegenda: G: Guanyador; F: Finalista; SF: Semifinalista; QF: Quarts de final; Q: Qualificació; A: Absent; RR: Round Robin; |     |     |       |     |     |    |         |         |